# Léon Renier
Charles Alphonse Léon Renier, född den 2 maj 1809 i Charleville i Ardennes, död den 11 juni 1885 i Paris, var en fransk arkeolog.
Renier, som var en av de främsta medarbetarna i "Dictionnaire encyclopédique de la France" (1840-45), antogs 1847 som tjänsteman vid 
Sorbonnes bibliotek, där han 1860 blev bibliotekarie, och utnämndes 1861 till professor i epigrafik vid Collège de France. Sedan 1856 var han medlem av Institutet. Under resor i Algeriet (1850, 1852) samlade han material till det utomordentligt rikhaltiga arbetet Recueil des inscriptions romaines de l'Algérie (1855-58). På kejsarens uppdrag inköpte han 1861 en del av Palatinen i Rom och anställde där utgrävningar. Renier ombesörjde utgivningen av 5:e delen av Catacombes de Rome (1853) och är författare till bland annat Mélanges d'épigraphie (1854).